# 譚峭

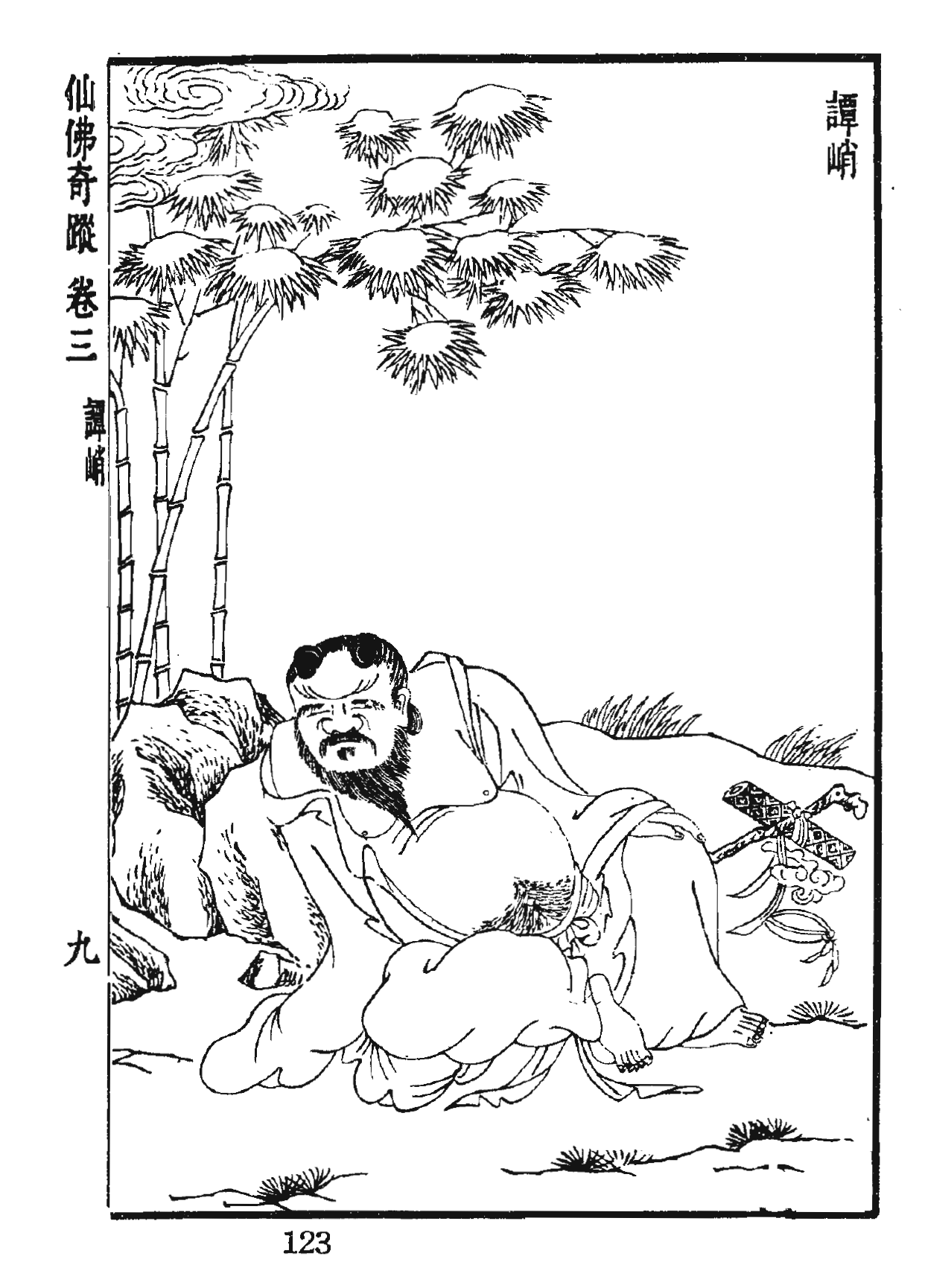
譚峭

譚 峭（たん しょう、生没年不詳）は、唐代末期・五代十国時代の道士・道教学者。字は景升。泉州仙游県花亭（現在の福建省莆田市城廂区華亭鎮）の人。

## 生涯
咸通年間に国子監司業の譚洙の子として生まれた。
幼い頃から黄老・諸子や列仙伝記が好きで、仙人になるよう道教を修めるという志をもった。終南山・太白山・太行山・王屋山・華山・泰山・嵩山などの名山を歩き回り、その後、嵩山で道士として十年余り過ごした。そこで、穀物を食べず、寒暑を耐える術を得た。その後、衡山に住み、錬丹術を成しとげて、形を隠したり変化させられるようになったことで、青城山に入って隠居したという。
譚峭は『化書』（『譚子化書』）六巻百十二篇を記している。万事万物はみな虚から生まれ、「虚が神となり、神が気となり、気が形となり」、その後また虚に戻るとし、「その変化は無窮である」という。
『泉州府志』によると、南唐の後主李煜が譚峭に「紫霄真人」の称号を与えたとある。福建では多くの人から神として奉られ、譚仙あるいは譚公とも呼ばれるが、恵州・香港では譚公（元の名前は譚徳）を拝むとはいえ、神祇と同一視はしていない。それについては南唐の沈汾の『続僊伝』に記載してある。

## 参考資料
1. ↑  泉州市地方志編纂委員会 (2000-5). 泉州市志. 北京: 中国社会科学出版社. pp. 第一章　人物伝. ISBN 7-5004-2700-X.  オリジナルの2009-09-15時点におけるアーカイブ。